# Rally di Ypres

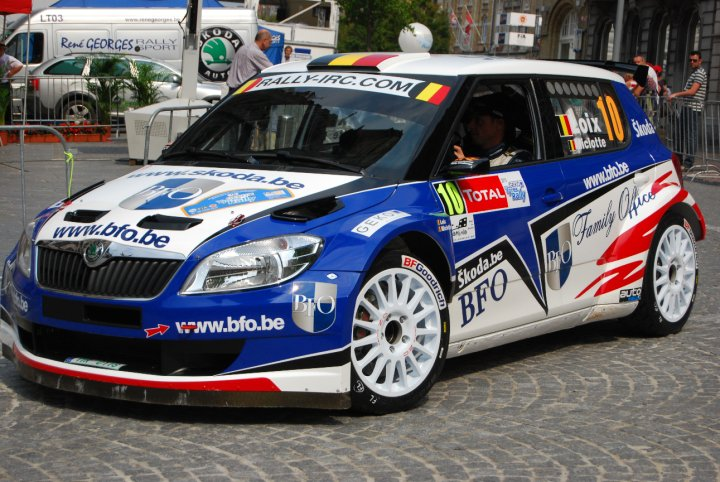
La Škoda Fabia S2000 di Freddy Loix, undici volte vincitore del rally, qui nell'edizione del 2010

Il Rally di Ypres, chiamato anche Belgium Ypres Rally, è un rally che si disputa nella zona di Ypres, cittadina delle Fiandre Occidentali in Belgio; è stato organizzato per la prima volta da Frans Thévelin nel 1965; nel 1974 divenne tappa fissa del Campionato Europeo Rally e dal 2006 al 2012 anche dell'Intercontinental Rally Challenge. Nel 2021 entrò a far parte del campionato del mondo rally in sostituzione del cancellato Rally di Gran Bretagna.
Nella sua storia la manifestazione ha avuto alcuni famosi piloti e co-piloti partecipanti, come Didier Auriol, Colin McRae, Alister McRae, Juha Kankkunen, François Duval, Michèle Mouton, Jean Todt, Armin Schwarz e Ari Vatanen tra gli altri.

## Albo d'oro
| Anno | Denominazione                        | Vincitori                                | Auto                                   | Scuderia                               | Validità         |
| ---- | ------------------------------------ | ---------------------------------------- | -------------------------------------- | -------------------------------------- | ---------------- |
| 1965 | 1. Inter-Stallen-Critérium           | Jean-Pierre Vandermeersch Raoul Roegiers | Austin Cooper S                        | -                                      | -                |
| 1966 | 2. 12 Uren van Ieper                 | "Eldis" Frans Moens                      | Lotus Elan                             | Autostal Duindistel                    | -                |
| 1967 | 3. 12 Uren van Ieper                 | "Herve" Werner Declerck                  | Lotus Elan                             | Autostal Duindistel                    | -                |
| 1968 | 4. 12 Uren van Ieper                 | Wilfried van Dijck Eric Symens           | BMW 2002 Ti                            | -                                      | -                |
| 1969 | 5. 12 Uren van Ieper                 | Gilbert Staepelaere André Aerts          | Ford Escort Twin Cam                   | -                                      | -                |
| 1970 | 6. 12 Uren van Ieper                 | Gilbert Staepelaere André Aerts          | Ford Escort Twin Cam                   | -                                      | -                |
| 1971 | 7. 12 Uren van Ieper                 | "Pedro" "Jimmy"                          | BMW 2002 Ti                            | -                                      | -                |
| 1972 | 8. 2x12 Uren van Ieper               | Gilbert Staepelaere André Aerts          | Ford Escort RS 1600                    | Ford BP Racing Team                    | -                |
| 1973 | 9. 12 Uren van Ieper                 | "Pedro" "Jimmy"                          | BMW 2002                               | -                                      | -                |
| 1974 | 10. 2x12 Uren van Ieper              | Gilbert Staepelaere "Jimmy"              | Ford Escort RS 1600                    | -                                      | ERC              |
| 1975 | 11. 24 Uren van Ieper                | Bernard Mordacq Jean-Luc Bret            | Porsche 911 Carrera 2.7                | Hainaut Motor Club                     | ERC              |
| 1976 | 12. 24 Uren van Ieper                | Walter Röhrl Willi-Peter Pitz            | Opel Kadett GT/E 16S                   | Opel Euro Team                         | ERC              |
| 1977 | 13. 24 Uren van Ieper                | Bernard Darniche Alain Mahé              | Lancia Stratos HF                      | Chardonnet                             | ERC              |
| 1978 | 14. Ypres 24 Hours Rally             | Tony Pond Fred Gallagher                 | Triumph TR7 V8                         | British Leyland Cars                   | ERC              |
| 1979 | 15. Ypres 24 Hours Rally             | Bernard Béguin Jean-Jacques Lenne        | Porsche 911 SC                         | -                                      | ERC              |
| 1980 | 16. Ypres 24 Hours Rally             | Tony Pond Fred Gallagher                 | Triumph TR7 V8                         | British Leyland Cars                   | ERC              |
| 1981 | 17. Ypres 24 Hours Rally             | Jean-Claude Andruet Denise Emmanuelli    | Ferrari 308 GTB                        | -                                      | ERC              |
| 1982 | 18. Ypres 24 Hours Rally             | Marc Duez Willy Lux                      | Porsche 911 SC                         | -                                      | ERC              |
| 1983 | 19. Ypres 24 Hours Rally             | Miki Biasion Tiziano Siviero             | Lancia 037 Rally                       | Jolly Club                             | ERC              |
| 1984 | 20. Ypres 24 Hours Rally             | Henri Toivonen Ian Grindrod              | Porsche 911 SC RS                      | Rothmans Porsche Rally Team            | ERC              |
| 1985 | 21. Ypres 24 Hours Rally             | Jean Ragnotti Pierre Thimonier           | Renault 5 Maxi Turbo                   | Renault Elf Philips                    | ERC              |
| 1986 | 22. Ypres 24 Hours Rally             | Robert Droogmans Ronny Joosten           | Ford RS200                             | Belga Racing Team                      | ERC              |
| 1987 | 23. Ypres 24 Hours Rally             | Jimmy McRae Ian Grindrod                 | Ford Sierra RS Cosworth                | RED Ford                               | ERC              |
| 1988 | 24. Ypres 24 Hours Rally             | Robert Droogmans Ronny Joosten           | Ford Sierra RS Cosworth                | R.A.S. Sport - Belga Team Texaco       | ERC              |
| 1989 | 25. Ypres 24 Hours Rally             | Robert Droogmans Ronny Joosten           | Ford Sierra RS Cosworth                | Fina Ford Rally Team                   | ERC              |
| 1990 | 26. Ypres 24 Hours Rally             | Robert Droogmans Ronny Joosten           | Lancia Delta Integrale 16v             | Jolly Club                             | ERC              |
| 1991 | 27. Ypres 24 Hours Rally             | Patrick Snijers Dany Colebunders         | Ford Sierra RS Cosworth 4x4            | Bastos Ford Rally Team                 | ERC              |
| 1992 | 28. Ypres 24 Hours Rally             | Patrick Snijers Dany Colebunders         | Ford Sierra RS Cosworth 4x4            | Bastos Ford Rally Team                 | ERC              |
| 1993 | 29. Ypres 24 Hours Rally             | Patrick Snijers Dany Colebunders         | Ford Escort RS Cosworth                | Bastos Ford Credit                     | ERC              |
| 1994 | 30. Ypres 24 Hours Rally             | Patrick Snijers Dany Colebunders         | Ford Escort RS Cosworth                | Bastos Ford Credit                     | ERC              |
| 1995 | 31. Ypres 24 Hours Rally             | Renaud Verreydt Jean-Manuel Jamar        | Toyota Celica GT-Four ST205            | Toyota Belgium Racing                  | ERC              |
| 1996 | 32. Ypres 24 Hours Rally             | Freddy Loix Sven Smeets                  | Toyota Celica GT-Four ST205            | Toyota Team Belgium                    | ERC              |
| 1997 | 33. Belgium Ypres Westhoek Rally     | Freddy Loix Sven Smeets                  | Toyota Celica GT-Four ST205            | Marlboro Toyota Castrol Belgium        | ERC              |
| 1998 | 34. Belgium Ypres Westhoek Rally     | Freddy Loix Sven Smeets                  | Toyota Corolla WRC                     | Marlboro Toyota Castrol Belgium        | ERC              |
| 1999 | 35. Belgium Ypres Westhoek Rally     | Freddy Loix Sven Smeets                  | Mitsubishi Carisma GT Evo VI           | Marlboro Mitsubishi Ralliart           | ERC              |
| 2000 | 36. Belgium Ypres Westhoek Rally     | Henrik Lundgaard Jens-Christian Anker    | Toyota Corolla WRC                     | Toyota Castrol Team Denmark            | ERC              |
| 2001 | 37. Ypres Westhoek Rally             | Pieter Tsjoen Steven Vergalle            | Toyota Corolla WRC                     | Autostal Duindistel                    | ERC              |
| 2002 | 38. Ypres Westhoek Rally             | Bruno Thiry Stéphane Prévot              | Peugeot 206 WRC                        | Peugeot Team Bel-Lux                   | ERC              |
| 2003 | 39. Ypres Westhoek Rally             | Bruno Thiry Jean-Marc Fortin             | Peugeot 206 WRC                        | Peugeot Team Bel-Lux                   | ERC              |
| 2004 | 40. Belgium Ypres Westhoek Rally     | Larry Cols Filip Goddé                   | Renault Clio S1600                     | Autostal Duindistel                    | ERC              |
| 2005 | 41. Belgium Ypres Westhoek Rally     | Kris Princen Dany Colebunders            | Renault Clio S1600                     | Autostal Duindistel                    | ERC              |
| 2006 | 42. Belgium Ypres Westhoek Rally     | Giandomenico Basso Mitia Dotta           | Abarth Grande Punto S2000              | -                                      | IRC/ERC          |
| 2007 | 43. Belgium Ypres Westhoek Rally     | Luca Rossetti Matteo Chiarcossi          | Peugeot 207 S2000                      | Racing Lions Srl                       | IRC/ERC          |
| 2008 | 44. Belgium Ypres Westhoek Rally     | Freddy Loix Robin Buysmans               | Peugeot 207 S2000                      | Peugeot Team Bel-Lux                   | IRC/ERC          |
| 2009 | 45. Belgium Ypres Westhoek Rally     | Kris Meeke Paul Nagle                    | Peugeot 207 S2000                      | Peugeot UK                             | IRC/ERC          |
| 2010 | 46. Belgium Geko Ypres Rally         | Freddy Loix Frédéric Miclotte            | Škoda Fabia S2000                      | -                                      | IRC/ERC          |
| 2011 | 47. Geko Ypres Rally                 | Freddy Loix Frédéric Miclotte            | Škoda Fabia S2000                      | BFO-Škoda Rally Team                   | IRC/ERC          |
| 2012 | 48. Belgium Geko Ypres Rally         | Juho Hänninen Mikko Markkula             | Škoda Fabia S2000                      | Škoda Motorsport                       | IRC/ERC          |
| 2013 | 49. Geko Ypres Rally                 | Freddy Loix Frédéric Miclotte            | Škoda Fabia S2000                      | Škoda Motorsport                       | ERC              |
| 2014 | 50. Geko Ypres Rally                 | Freddy Loix Johan Gitsels                | Škoda Fabia S2000                      | Autostal Duindistel                    | ERC              |
| 2015 | 51. Kenotek Ypres Rally              | Freddy Loix Johan Gitsels                | Škoda Fabia R5                         | Autostal Duindistel                    | ERC              |
| 2016 | 52. Kenotek by CID LINES Ypres Rally | Freddy Loix Johan Gitsels                | Škoda Fabia R5                         | Autostal Duindistel                    | ERC              |
| 2017 | 53. Renties Ypres Rally              | Kevin Abbring Pieter Tsjoen              | Peugeot 208 T16                        | Peugeot Belgium Luxembourg             | –                |
| 2018 | 54. Renties Ypres Rally              | Thierry Neuville Nicolas Gilsoul         | Hyundai i20 R5                         | Hyundai Motorsport                     | –                |
| 2019 | 55. Renties Ypres Rally              | Craig Breen Paul Nagle                   | Volkswagen Polo GTI R5                 | -                                      | –                |
| 2020 | Renties Ypres Rally Belgium 2020     | Cancellato per la Pandemia di COVID-19   | Cancellato per la Pandemia di COVID-19 | Cancellato per la Pandemia di COVID-19 | WRC              |
| 2021 | 57. Renties Ypres Rally Belgium      | Thierry Neuville Martijn Wydaeghe        | Hyundai i20 Coupe WRC                  | Hyundai Shell Mobis WRT                | WRC              |
| 2022 | 58. Ardeca Ypres Rally Belgium       | Ott Tänak Martin Järveoja                | Hyundai i20 N Rally1                   | Hyundai Shell Mobis WRT                | WRC              |
| 2023 | 59. Ardeca Ypres Rally               | Adrien Fourmaux Alexandre Coria          | Ford Fiesta Rally2                     | M-Sport Ltd                            | ERT              |
| 2024 | 60. Ardeca Ypres Rally               | Stéphane Lefebvre Xavier Portier         | Hyundai i20 N Rally2                   | -                                      | Campionato belga |
| 2025 | 61. Ardeca Ypres Rally               | Stéphane Lefebvre Xavier Portier         | Toyota GR Yaris Rally2                 | -                                      | Campionato belga |

## Statistiche[1]

### Vittorie
| Pos. | Pilota                  | N° vittorie |
| ---- | ----------------------- | ----------- |
| 1    | Freddy Loix             | 11          |
| 2    | Robert Droogmans        | 4           |
| 2    | Patrick Snijers         | 4           |
| 2    | Gilbert Staepelaere     | 4           |
| 5    | Thierry Neuville        | 2           |
| 5    | Tony Pond               | 2           |
| 5    | Bruno Thiry             | 2           |
| 5    | Noël "Pedro" Van Assche | 2           |

| Pos. | Copilota                   | N° vittorie |
| ---- | -------------------------- | ----------- |
| 1    | Dany Colebunders           | 5           |
| 2    | Ronny Joosten              | 4           |
| 2    | Sven Smeets                | 4           |
| 4    | André Aerts                | 3           |
| 4    | Jean-Paul "Jimmy" Cuvelier | 3           |
| 4    | Johan Gitsels              | 3           |
| 4    | Frédéric Miclotte          | 3           |
| 8    | Fred Gallagher             | 2           |
| 8    | Ian Grindrod               | 2           |
| 8    | Paul Nagle                 | 2           |

| Pos. | Costruttore | N° vittorie |
| ---- | ----------- | ----------- |
| 1    | Ford        | 13          |
| 2    | Škoda       | 7           |
| 3    | Peugeot     | 6           |
| 3    | Toyota      | 6           |
| 5    | Porsche     | 4           |
| 5    | Hyundai     | 4           |
| 7    | BMW         | 3           |
| 7    | Lancia      | 3           |
| 7    | Renault     | 3           |
| 10   | Lotus       | 2           |
| 10   | Triumph     | 2           |

### Podi
| Pos. | Pilota              | N° podi |
| ---- | ------------------- | ------- |
| 1    | Freddy Loix         | 14      |
| 2    | Patrick Snijers     | 11      |
| 3    | Robert Droogmans    | 8       |
| 4    | Gilbert Staepelaere | 6       |
| 5    | Kris Princen        | 5       |
| 6    | Marc Duez           | 4       |
| 6    | Serge Laurent       | 4       |
| 6    | Bruno Thiry         | 4       |

| Pos. | Copilota          | N° podi |
| ---- | ----------------- | ------- |
| 1    | Dany Colebunders  | 10      |
| 2    | Ronny Joosten     | 8       |
| 3    | André Aerts       | 4       |
| 3    | Ian Grindrod      | 4       |
| 3    | Veronique Hostens | 4       |
| 3    | Willy Lux         | 4       |
| 3    | Frédéric Miclotte | 4       |
| 3    | Paul Nagle        | 4       |
| 3    | Sven Smeets       | 4       |